# Kolomna

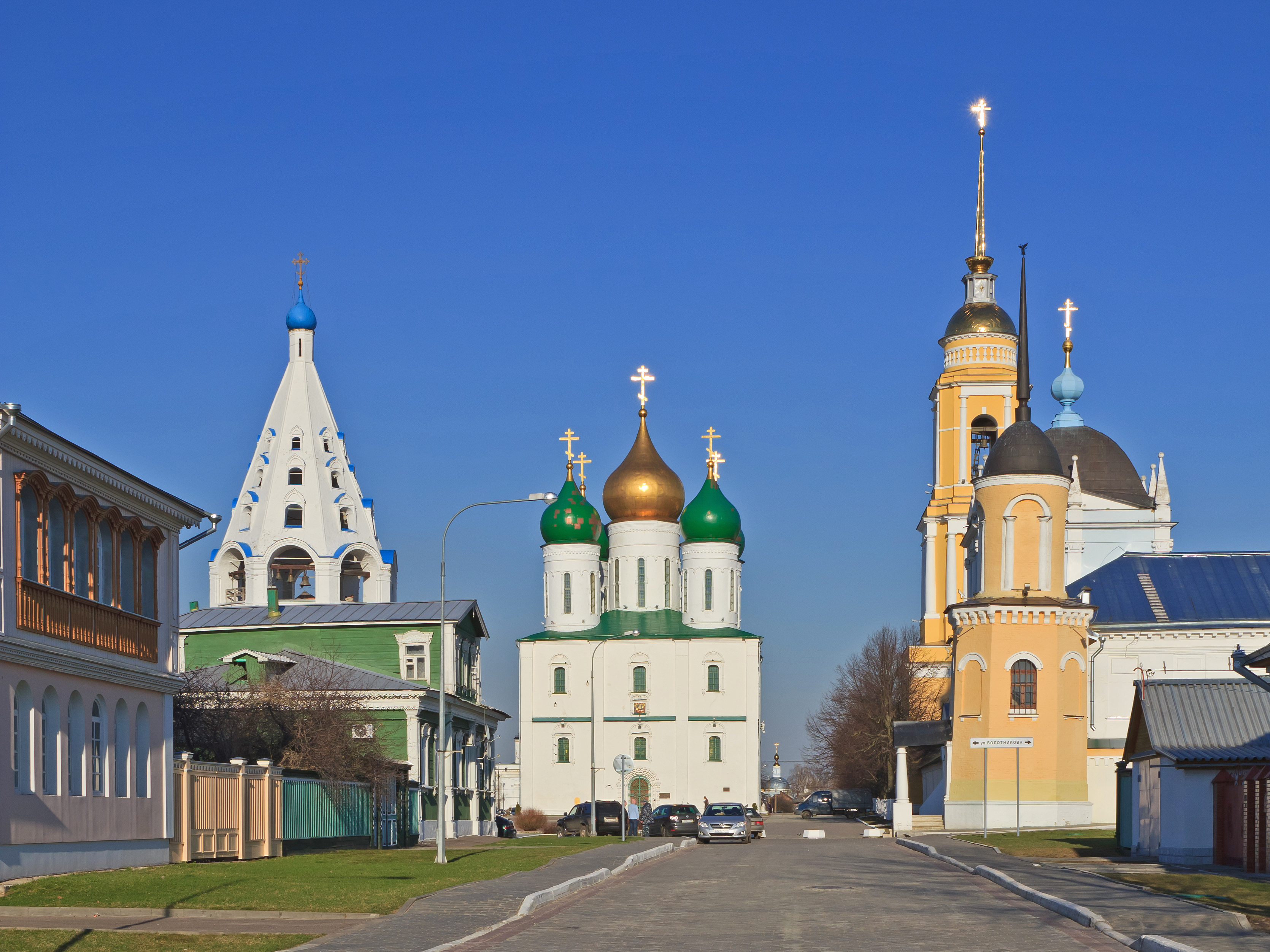

Kolomna (tiếng Nga: Коло́мна) là một thành phố thuộc tỉnh Moskva. Thành phố nằm ở nơi hợp lưu của sông Moskva và sông Oka, 114 km về phía đông nam Moskva theo đường sắt. Thành phố có diện tích 651 km2, được thành lập năm 1177. Thành phố có dân số 138,693 người năm 2021.
Giống như nhiều thành phố Nga cổ khác, Kolomna có một Kremlin, là một lâu đài thành cổ như Kremlin Moskva (cũng được xây bằng gạch đỏ). Thành cổ Koloma đã từng thuộc Biên giới Đại Abatis.

## Khí hậu
| Dữ liệu khí hậu của Kolomna             | Dữ liệu khí hậu của Kolomna | Dữ liệu khí hậu của Kolomna | Dữ liệu khí hậu của Kolomna | Dữ liệu khí hậu của Kolomna | Dữ liệu khí hậu của Kolomna | Dữ liệu khí hậu của Kolomna | Dữ liệu khí hậu của Kolomna | Dữ liệu khí hậu của Kolomna | Dữ liệu khí hậu của Kolomna | Dữ liệu khí hậu của Kolomna | Dữ liệu khí hậu của Kolomna | Dữ liệu khí hậu của Kolomna | Dữ liệu khí hậu của Kolomna |
| Tháng                                   | 1                           | 2                           | 3                           | 4                           | 5                           | 6                           | 7                           | 8                           | 9                           | 10                          | 11                          | 12                          | Năm                         |
| --------------------------------------- | --------------------------- | --------------------------- | --------------------------- | --------------------------- | --------------------------- | --------------------------- | --------------------------- | --------------------------- | --------------------------- | --------------------------- | --------------------------- | --------------------------- | --------------------------- |
| Cao kỉ lục °C (°F)                      | 8.3 (46.9)                  | 8.9 (48.0)                  | 19.5 (67.1)                 | 29.8 (85.6)                 | 34.1 (93.4)                 | 35.4 (95.7)                 | 39.5 (103.1)                | 39.7 (103.5)                | 30.3 (86.5)                 | 24.3 (75.7)                 | 16.0 (60.8)                 | 10.0 (50.0)                 | 39.7 (103.5)                |
| Trung bình ngày tối đa °C (°F)          | −4.2 (24.4)                 | −3.4 (25.9)                 | 2.6 (36.7)                  | 12.0 (53.6)                 | 19.9 (67.8)                 | 23.3 (73.9)                 | 25.6 (78.1)                 | 23.7 (74.7)                 | 17.3 (63.1)                 | 9.5 (49.1)                  | 1.5 (34.7)                  | −2.7 (27.1)                 | 10.4 (50.8)                 |
| Trung bình ngày °C (°F)                 | −7.1 (19.2)                 | −6.9 (19.6)                 | −1.6 (29.1)                 | 6.6 (43.9)                  | 13.9 (57.0)                 | 17.6 (63.7)                 | 19.7 (67.5)                 | 17.7 (63.9)                 | 11.9 (53.4)                 | 5.8 (42.4)                  | −0.9 (30.4)                 | −5.0 (23.0)                 | 6.0 (42.8)                  |
| Tối thiểu trung bình ngày °C (°F)       | −10.2 (13.6)                | −10.5 (13.1)                | −5.6 (21.9)                 | 1.5 (34.7)                  | 7.7 (45.9)                  | 11.7 (53.1)                 | 14.0 (57.2)                 | 12.1 (53.8)                 | 7.2 (45.0)                  | 2.4 (36.3)                  | −3.2 (26.2)                 | −7.7 (18.1)                 | 1.6 (34.9)                  |
| Thấp kỉ lục °C (°F)                     | −38.1 (−36.6)               | −40.4 (−40.7)               | −31.4 (−24.5)               | −22.5 (−8.5)                | −4.5 (23.9)                 | −0.7 (30.7)                 | 2.9 (37.2)                  | 0.1 (32.2)                  | −6.2 (20.8)                 | −15.1 (4.8)                 | −26.5 (−15.7)               | −40.8 (−41.4)               | −40.8 (−41.4)               |
| Lượng Giáng thủy trung bình mm (inches) | 41.4 (1.63)                 | 35.4 (1.39)                 | 31.2 (1.23)                 | 36.1 (1.42)                 | 50.1 (1.97)                 | 68.8 (2.71)                 | 69.8 (2.75)                 | 64.5 (2.54)                 | 52.1 (2.05)                 | 55.5 (2.19)                 | 41.1 (1.62)                 | 43.7 (1.72)                 | 589.7 (23.22)               |
| Nguồn: pogoda.ru.net                    |                             |                             |                             |                             |                             |                             |                             |                             |                             |                             |                             |                             |                             |

## Thành phố kết nghĩa
- Maladzyechna, Belarus
- Bauska, Latvia
- Moskva, Nga